# Sludge metal
Sludge metal je vrsta metal glazbe, koja je općenito smatrana kao fuzija doom metala i hardcore punka, često 
pod utjecajem stoner rock/metal i southern rock elemenata.

## Karakteristike
Sludge metal spaja spore tempo dionice, žestoke ritmove i mračnu atmosferu doom metala s vrištećim vokalima i brzim tempo dionicama hardcore punka. Rezultat spoja "sporog" s "brzim" glazbenim žanrom je proizvod s kontrastnim tempom.
Žičani instrumenti (električna gitara i bas-gitara) su jako distorzirani te se često obilato koristi audio feedback 
za dobivanje "sludgy" (muljevit, blatnjav) zvuka. Gitarske solaže su rijetke, premda ima i iznimaka. Način sviranja bubnjeva dijeli sličnosti s bubnjanjem u hardcore punku, iako je ritam znatno sporijeg tempa - obično između 50 i 80 bpm-a. Izvikujući vokali također dijele sličnost s hardcore punkom te tekstovi pjesama, koji su pogled na društvo, obično s dozom depresije, cinizma i mizantropije, nihilizma te ironije. Mnogi sludge metal sastavi s Juga SAD-a, ugrađuju southern rock utjecaje, no potrebno je napomenuti da ne dijele svi sludge metal sastavi te karakteristike. Zbog sličnost sa stoner metalom, često je to crossover između ta dva žanra, ali sludge metal općenito izbjegava stoner metal pozitivnu atmosferu i njegovo korištenje psihodelije. 
Sludge metal također dijeli neke glazbene i liričke sličnosti s crust punkom (npr.Dystopia)

## Stilske razlike
Sludge metal ima nekolicinu široko definiranih podžanrova. Tradicionalni sludge metal je "najčišći " oblik žanra, klasificiran od sastava kao što je Crowbar. Za southern sludgecore su karakteristični blues i southern rock utjecaji, ekstremne doze distorzije, ekstremno spor tempo, te kontroverzni tekstovi puni mržnje, uključujući mizoginiju i ovisnosti o drogama. Eyehategod se smatraju osnivačima tog žanra. Izvan Louisiane, najveća sludge metal scena djeluje u North Carolini, te tamošnji sastavi obično imaju žešće punk i hardcore punk utjecaje, uključujući sastave Corrosion of Conformity, Antiseen i Buzzov*en. Važno je naglasiti da nije sav sludge metal sporog tempa, odnosno da termin sludge/doom ili doomcore označava sludge metal sastave s naglašeno sporim tempom. Atmospheric sludge metal je ambijentalno i atmosferično producirana glazba sa smanjenom agresijom, dubokoumnijim tekstovima te je ujedno i najeksperimentalni stil sludge metala. Najznačajniji predstavnici ovog podžanra su Neurosis, Isis i Cult of Luna, dok su na sam podžanr najviše utjecali sastavi kao što su Earth, Neurosis i Godflesh, umjesto rodonačelnika sludge metal žanra. Škotski post-rock sastav Mogwai je također izvršio značajan utjecaj - posebice na Isis, Cult of Luna, Pelican i Callisto - korištenjem single-note delayed gitarskih riffova pomoću delay-pedale. Atmospheric sludge metal se često naziva i post-metal ili postcore, te dijeli podosta sličnosti i s drone doom i funeral doom metalom. Sludge metal je više puta križan s drugim žanrovima, kao npr. stoner metal (Electric Wizard), black metal (Unearthly Trance), death metal (Coffins), industrial (Fudge Tunnel) ili grindcore (Soilent Green).

## Povijest
Sludge metal se razvio iz zvuka kultnog i vrlo utjecajnog proto-sludge/grunge sastava Melvins i b-strane albuma My War iz 1984. hardcore punk sastava Black Flag, unatoč tomu što daleka povijest seže još od ranih albuma sastava Black Sabbath - rodonačelnika doom metala iz kojeg se sludge metal kasnije razvio. Žanr su uglavnom popularizirali sastavi iz New Orleansa i ostalh dijelova juga SAD-a. U novije vrijeme, u zadnjih nekoliko godina razvio se ambijentalniji stil sludge metala, pod utjecajem drone doom, noise, post-rock i psihodelični rock glazbenih pravaca.

## Traditional/Southern sludge metal (sludgecore)
Mnogi sastavi su pioniri žanra ili su pod snažnim utjecajem tih sastava. Mnogi su s Juga Sjedinjenih Američkih Država.
- Acid Bath
- Alabama Thunderpussy
- Artimus Pyledriver
- Black Belt Jones
- Black Cobra
- Buzzov*en
- Cavity
- Corrosion of Conformity
- Crowbar
- Down
- Dystopia
- Eyehategod
- Grief
- Iron Monkey
- Melvins
- Noothgrush
- Rwake
- Weedeater

## Stoner sludge metal
Ovi sastavi miješaju tipični stoner metal s tipičnim sludge metal. 
- Bongzilla
- Boris
- Corrosion of Conformity (kasnije)
- Down
- Eyehategod
- Electric Wizard
- Kylesa
- The Sword
- Torche

## Atmospheric sludge metal
Mnogi se od ovih sastava mogu smatrati i post-metal izvođačima.
- Callisto (albumi: True Nature Unfolds i Noir)
- Cult of Luna
- Giant Squid
- Intronaut
- Isis
- Minsk
- Mouth of the Architect
- Neurosis
- The Ocean
- Pelican (ranije)
- Rosetta

## Ostali sludge metal sastavi
- 3D House of Beef (karakterističan spoj sludge i doom metala sporijeg tempa)
- Baroness (sludge metal, progressive metal i alternative metal)
- Boris (sludge metal, drone doom, stoner metal, psychedelic rock i noise rock)
- Corrupted (sludge metal, funeral doom, drone doom i ambient)
- Fudge Tunnel (sludge metal i industrial)
- Gojira (sludge metal, death metal, groove metal, thrash metal i progressive metal)
- Halo (sludge metal i industrial)
- Lair of the Minotaur (sludge metal i thrash metal)
- Mastodon (sludge metal, groove metal i progressive metal)
- Moss (sludge metal i doom metal)
- Soilent Green (sludge metal i deathgrind)
- Unearthly Trance (sludge metal, black metal, post-metal i noise-rock)